# Quei bei momenti...
Quei bei momenti... è un album della Corale Bilacus del 2006.

## Tracce
- La Valsugana (tradizionale; elaborazione di L. Pigarelli)
- La leggenda della Grigna (L. Santucci, V. Carniel)
- Aprite le porte (tradiz.; elab. di F. Gervasi)
- Un anello d'oro fino (tradizione lituana; elab. di A. Mascagni)
- La bella filangera (tradiz.; elab. di F. Gervasi)
- Alpini in Libia (tradiz.; elab. di F. Gervasi)
- I Kriti (tradizione di Creta; elab. di F. Gervasi)
- L'alba (tradiz.; elab. della Corale Bilacus)
- El canto de la sposa (tradiz.; elab. di L. Pigarelli)
- O Gorizia (tradiz.; elab. della Corale Bilacus)
- Monti Scarpazi (tradiz.; elab. di A. Pedrotti)
- Ci je belle (tradiz.; elab. di F. Gervasi)
- Se la te domanda (tradiz.; elab. di B. Bettinelli)
- Porta Calavena (B. de Marzi)
- Stelutis alpinis (A. Zardini)
- Kumbaya (Gospel; elab. di F. Gervasi)
- Una sera di settembre (tradiz.; elab. della Corale Bilacus)